# Oxynoemacheilus bureschi
Oxynoemacheilus bureschi – gatunek słodkowodnej ryby karpiokształtnej z rodziny Nemacheilidae, wcześniej klasyfikowany jako O. angorae bureschi – podgatunek śliza tureckiego, lub jako O. brandtii bureschi.

## Występowanie
Dorzecze rzeki Strumy w Bułgarii i północnej Grecji. Żyje na płyciznach o szybkim nurcie.

## Opis
Osiąga 7–8,5 cm długości. Ciało dość krótkie, krępe. Ubarwienie jasne, żółtawe z kilkoma rzędami nieregularnych ciemnych plam, największych wzdłuż linii bocznej.